# Jesus och Josefine
Jesus & Josefine är ett danskt julkalenderprogram i Danmarks TV 2 från 2003. Julkalendern har även sänts i svenska Barnkanalen, den tyska barnkanalen KI.KA och  norska NRK1. Serien behandlar livsfrågor såsom kärlek, hat och sorg i relation till den kristna tron.
Julkalendern fick en uppföljare 2005 i Oskar & Josefine.

## Handling
Serien handlar om Josefine, som fyller år på julafton. Det tycker hon inte om eftersom Jesus tar all uppmärksamhet, inte minst eftersom hennes mamma är präst. Därför hittar Josefine på olika sätt att försöka flytta julen. I mystiske Thorsens affär hittar hon en magisk julkrubba som gör att hon kan resa i tiden till år 12 och hon möter Jesus när han var barn. När Josefine har ställt till det, Jesus har fått reda på att han slutar på ett kors, så förändras världen till något som liknar ett helvete. Thorsen blir den som styr över världen. Josefine och hennes kompis Oskar återställer världen till det normala igen, vilket får till följd att Thorsen försöker att skicka Josefine och Oskar till helvetet, men efter att ha bett till Jesus och Gud lyckas barnen på något sätt ta över, och Thorsen hamnar i stället i helvetet.

## Rollista
- Pernille Kaae Høier − Josefine
- Sebastian Aagaard-Williams − Jesus
- Rasmus Ott − Oskar
- Andrea Vagn Jensen − Josefines mor
- Nikolaj Steen − Josefines far
- Martin Brygmann − Josef
- Camilla Bendix − Maria
- Bodil Jørgensen − Jytte
- Kjeld Nørgaard − Thorsen
- Jonathan Werner Juel − Lukas, Josefines lillebror

### Svenska röster
- Sandra Kassman − Josefine
- Helen Sjöholm − Louise
- Claes Ljungmark − Jesper
- Tom Ljungman − Oskar
- Jacob Bergström − Lukas
- Lizette Pålsson − Maria
- Hasse Jonsson − Josef
- Sara Lindh − Jytte
- Rakel Löwe − Emilie
- Per Sandborgh − Thorsen
- Felix Engström − Thorden
- Per Sandborgh − härbärgesvakt
- Joakim Jennefors − herde
- Felix Engström − berättare
- Diverse barn − Sandra Kassman, Tom Ljungman, Rakel Löwe, Jacob Bergström
- Övriga roller − Emil Smedius, Lucas Krüger, Anders Öjebo, Göran Berlander, Johan Hedenberg, Mattias Knave, Torsten Wahlund
- Översättning − Anoo Bhagavan
- Regi − Hasse Jonsson, Lasse Svensson
- Producent − Lasse Svensson
- Svensk version producerad av − Eurotroll[5]

### Fotnoter
1. ↑  Susanne Nielsen (25 juni 2009). ”TV 2 genudsender 'Jesus & Josefine'” (på danska). TV 2 Danmark. Arkiverad från originalet den 28 juni 2009. https://web.archive.org/web/20090628095426/http://tvtid.tv2.dk/nytomtv/article.php/id-23266497.html. Läst 23 januari 2017.
2. ↑  ”Svensk mediedatabas (SMDB)”. smdb.kb.se. https://smdb.kb.se/catalog/search?q=Jesus+och+Josefine+typ:tv&sort=OLDEST. Läst 8 oktober 2018.
3. ↑  KG, imfernsehen GmbH & Co. ”Jesus & Josefine im Fernsehen (KiKA)” (på tyska). https://www.fernsehserien.de/jesus-und-josefine/im-tv/kika. Läst 15 februari 2023.
4. ↑  Kristensen, Eivind (18 december 2009). ”- Grov kristen demagogi fra NRK” (på norska). dagbladet.no. https://www.dagbladet.no/kultur/grov-kristen-demagogi-fra-nrk/65189725. Läst 15 februari 2023.
5. ↑  ”Jesus och Josefine - Svenska röster och credits”. Dubbningshemsidan. https://www.dubbningshemsidan.se/credits/jesusochjosefine/. Läst 15 februari 2023.